# Hollandse iep
De Hollandse iep (Ulmus ×hollandica) is een nothospecies: een hybride tussen de ruwe iep (Ulmus glabra) en de gladde iep (Ulmus minor).
De boom kan 35 m hoog worden. De bladeren zijn veernervig en gezaagd, de beide helften zijn ongelijk. Iepen kan men herkennen aan het bezit van een scheve bladvoet. Op de plaats waar het blad aan de twijg vastzit loopt de ene helft van het blad verder door dan de andere.

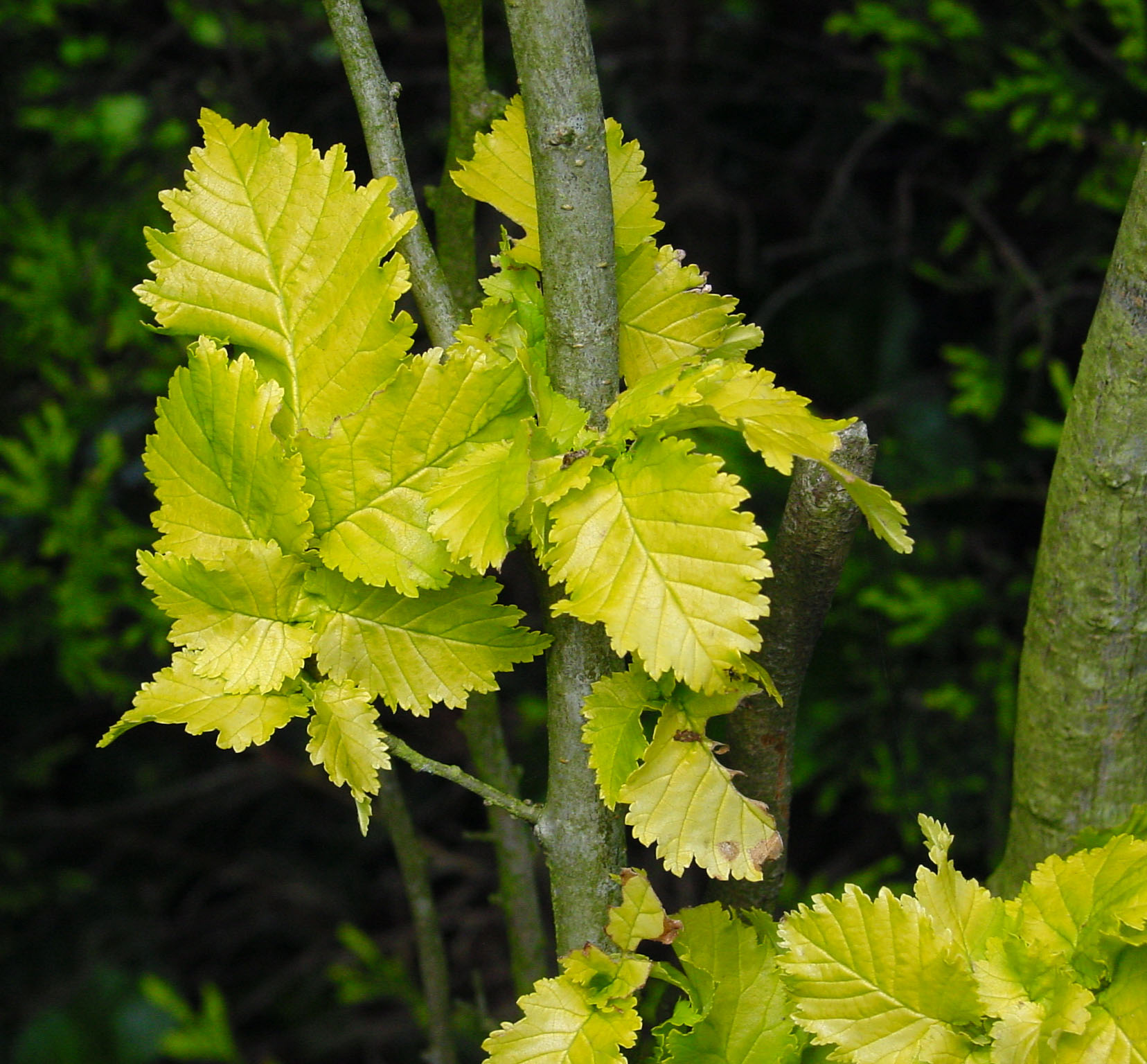
Blad van de goudiep 'Wredei'

Volwassen iepen hebben een gegroefde voedselrijke schors. Iepeschors werd vroeger veel gebruikt als veevoer.
De Hollandse iep is gevoelig voor de iepziekte. De schimmel wordt verspreid door de grote en de kleine iepenspintkever. De volwassen kevers voeren een rijpingsvraat uit aan de okselknoppen van gezonde bomen. Ze brengen zo een infectie tot stand. In zieke, reeds aangetaste bomen, zogenaamde broedbomen, leggen ze hun eieren in een gang onder de bast.

## Cultivars
In Nederland worden de volgende cultivars aangeplant:
- Ulmus ×hollandica 'Groeneveld' is in 1941 ontstaan en in 1949 geselecteerd. De bladeren zijn dof grijsgroen.
- Huntingdon Iep (Ulmus ×hollandica 'Vegeta')
- Goudiep (Ulmus ×hollandica 'Wredei')
- Ulmus ×hollandica 'Commelin' (zoals 'Vegeta', maar met smallere kroon)
- Ulmus ×hollandica 'Belgica'
- Ulmus ×hollandica 'Pioneer' (een cultivar uit Amerika)
- Ulmus ×hollandica 'Dampieri'